# 光致游離

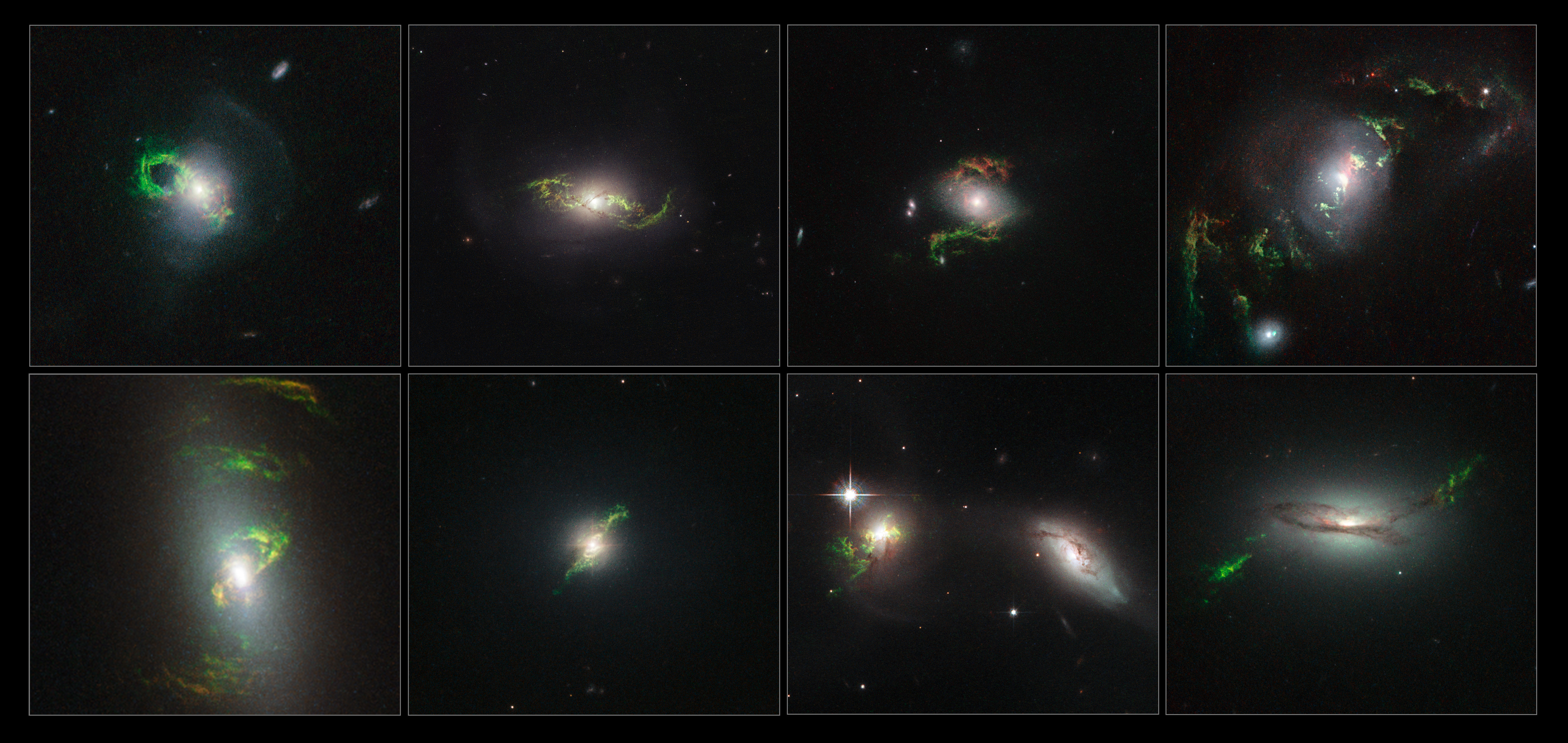
光致游離的發光使太空深處的大尺度纖維狀結構一度得以見到。

光致游離或光電離是光子與原子或分子的交互作用導致離子形成的物理過程。

## 截面積
不是每個光子遇到原子或離子都能使它光致游離。光致游離的機率與光致游離截面相關聯，這取決於光子的能量和所考慮的目標。對於能量在電離閾值以下的光子，光致電離截面接近於零。但隨著脈衝雷射器的發展，它變得可能創造非常高密度、相干多光子致游離出現的可能。在均勻的更高強度（大約1015 – 1016 W/cm2的紅外線或可見光），非微擾的現象，如屏障抑制電離和再散射電離都已經被觀測到。

## 多光子致游離
幾個能量低於電離閾值的光子實際上可能結合它們的能量電離原子。這個概率隨著所需光子的數量迅速降低，但非常高密度脈衝雷射的發展，使這種情況依然可能。在微擾的狀態（在光學頻率大約低於1014），吸收N個光子的可能概率取決於雷射光的強度I，表示為IN 。對更高的強度，這種鄉性會變得無效，然後出現AC斯塔克效應。
共振增強多光子離子化（Resonance-enhanced multiphoton ionization，REMPI）是一種應用在原子和小分子光譜學的可調諧雷射，可以用在檢查激發中間態。
超閾值游離（Above threshold ionization，ATI）是多光子電離的擴充，讓比電離原子實際所需要更多的光子被吸收。多餘的能量讓釋放的電子，比通常只是上述閾值電離的電子，有更高的動能。更確切的說，在系統的光電子能譜上將有多個光子能量分離的峰值，這表示發射的電子比正常（最低可能的光子數量）電離狀況下有更高的動能。從目標釋放出來的電子大約會有接近整體數量的光能高於動能的電子。

## 隧道電離
當雷射的強度進一步增加，或更長的波長被應用來比較多光子電離的地方，可以採用準靜止的方法，並且結果是在束縛態和剩餘的連續態之間有相對較低和狹窄的障壁出現而導致失真。然後，電子可以從隧道通過或以更大的扭曲甚至克服這個障礙，這種現象分別被稱為穿隧電離和過障礙電離。

## 進階讀物
- Uwe Becker; David Allen Shirley. . Springer Science & Business Media. 1 January 1996. ISBN 978-0-306-45038-9.
- Cheuk-Yiu Ng. . World Scientific. 1991. ISBN 978-981-02-0430-3.
- Joseph Berkowitz. . Academic Press. 1979. ISBN 978-0-12-091650-4.
- V. S. Letokhov. . Academic Press. 1987. ISBN 978-0-12-444320-4.